# Entodon schensianus
Entodon schensianus là một loài Rêu trong họ Entodontaceae. Loài này được Müll. Hal. mô tả khoa học đầu tiên năm 1896.